# Marcia a vista
La marcia a vista è un tipo di condotta dei mezzi rotabili su strada o su ferrovia che si basa sulla capacità del conducente di stabilire la velocità del veicolo in modo da arrestarlo in tempo al presentarsi di una situazione di ostacolo o di pericolo.
La guida dei veicoli su strada e dei rotabili tranviari, salvo casi particolari, avviene a vista. La guida dei rotabili ferroviari invece viene regolata mediante segnali o sistemi di sicurezza. La marcia a vista dei rotabili ferroviari avviene soltanto in caso di circolazione degradata per guasti o anormalità. Può avvenire d'iniziativa del macchinista di un treno o dietro ordine del dirigente preposto alla circolazione. In ogni caso il treno dovrà procedere in modo da poter essere fermato nel tratto di visuale libera non appena se ne manifesti il bisogno e senza superare la velocità di 30 km/h. Nelle prescrizioni di marcia a vista saranno indicati il tratto o la località in cui osservarla e il motivo.
Un caso particolare di marcia a vista dei treni è quello in corrispondenza di un passaggio a livello custodito nel quale siano, per guasto, mancanti o malfunzionanti le semibarriere o il segnalamento luminoso o acustico. In questo caso il macchinista del treno deve fischiare ripetutamente nell'avvicinarsi e non superare la velocità di 4 km/h (in questo caso si parla di Marcia a vista Specifica) nell'impegnare l'attraversamento con la testa del convoglio.
Dovrà in ogni modo potersi arrestare al presentarsi di un qualsiasi ostacolo sul passaggio a livello. 
La marcia a vista può essere prescritta ai treni in una stazione, per un qualsiasi motivo; il Dirigente movimento di essa li farà avvisare da precedente stazione con un dispaccio. Nell'ambito delle stazioni di solito viene prescritta:
- sul binario di ricevimento
- in arrivo
- in uscita
- nella stazione